# خوسيه كويرينو
خوسيه كويرينو (بالإسبانية: José Quirino)‏ مواليد 19 أبريل 1968 في تيخوانا، هو ملاكم محترف مكسيكي يصنف ضمن فئة وزن الذبابة. حقق بطولة منظمة الملاكمة العالمية.

## إحصائيات
خاض خلال مسيرته 59 نزالا، فاز في 36 وتعادل في 1 وخسر في 22. فاز بالضربة القاضية في 15 نزالا.

## روابط خارجية
- خوسيه كويرينو على موقع بوكس ريك (الإنجليزية) (registration required)